# Terakota
Terakota (talijanski za "pečenu zemlju" od latinskog terra cocta) je skupni naziv za različite predmete (vaza, sarkofag) i kiparske radove (npr. Terakotna vojska) izvedene od lončarske gline pečene na visokoj temperaturi i bez glazure. U građevinarstvu terakota se koristi za izradu unutarnjih cijevi, oblaganje zidova keramičkim pločicama i pokrivanje krovova (crijep).
Naziv terakota je iz talijanskog jezika gdje je označavao boju pečene gline koja je najčešće crvenkasta.
Terakota u užem smislu je najjednostavnija vrsta keramike bez sjaja, za razliku od kvalitetnije kamenine (glina pečena na jako visokoj temperaturi), fajanse, majolike i porculana.

## Poveznice
- Kiparski materijali

## Vanjske poveznice
- Bibliografija instituta Smithsonian o keramičkim pločicama i arhitekturi od terakote  Arhivirana inačica izvorne stranice od 15. rujna 2006. (Wayback Machine)